# Hackers on Planet Earth
Hackers on Planet Earth (HOPE) es una convención de hackers patrocinada por la revista de seguridad hackers 2600: The Hacker Quarterly, que normalmente se lleva a cabo en el Hotel Pensilvania, en Manhattan, Nueva York. Ocurriendo cada dos años en el verano, hasta la fecha se han celebrado doce conferencias, con los eventos más recientes del 20 al 23 de julio de 2018 HOPE presenta charlas, talleres, manifestaciones, visitas, y proyecciones de películas.
HOPE se inspiró significativamente en los eventos cuatrienales de "Hack-Tic" en los Países Bajos, que también inspiraron el Congreso Anual de Comunicación del Caos (C3) celebrado en Alemania. Summercon también fue un predecesor influyente.

## Estructura
HOPE se ha celebrado en el Hotel Pensilvania en la ciudad de Nueva York cada vez, excepto una vez desde 1994. El evento siempre está estructurado de manera similar. Consta de tres días y tres noches de actividades, que incluyen charlas, talleres y presentaciones. También presenta espacios para hackers, un festival de cine, espacios para la utilización de ganzúas, una amplia variedad de vendedores, instalaciones de arte, videos en directo, retroinformatica, robots, una estación de radioafición , talleres de electrónica y firmas de libros.
La ceremonia de clausura es una parte regulada del evento, que se celebra en el evento, pero también presenta actuaciones. Desde 2006, Johannes Grenzfurthner de Monochrom es un artista habitual en la ceremonia de clausura.

## Conferencias

### HOPE: Hackers en el Planeta Tierra
Celebrada del 13 al 14 de agosto de 1994 en el Hotel Pensilvania, la primera conferencia de HOPE marcó 2600: el décimo aniversario de The Hacker Quarterly. Más de 1.000 personas asistieron, incluyendo ponentes de todo el mundo. Se proporcionó acceso a una red local de 28.8 kbit / s. Esta conferencia se visitó y cubrió en el segundo episodio del programa "Your Radio Playhouse", que más tarde pasó a llamarse This American Life. Esta conferencia estuvo visitada y cubierto en el segundo episodio del "Vuestro Radiofónico Playhouse" espectáculo, más tarde rebautizó Esta Vida americana.

### Más allá de HOPE
La conferencia Beyond HOPE del 8 al 10 de agosto de 1997 se llevó a cabo en el edificio Puck, en Manhattan, Nueva York. La asistencia se duplicó, con 2.000 asistentes. Bell Technology Group ayudó a apoyar a los hackers. Se llevó a cabo una reunión de TAP y una transmisión grabada en vivo de Off the Hook. Se proporcionó una red local de 10 Mbit / s a los asistentes.

### H2K
El HOPE del 14 al 15 de julio de 2000 regresó al Hotel Pensilvania, donde se han celebrado conferencias posteriores. La conferencia se llevó a cabo las 24 horas del día, atrayendo a 2,300 asistentes. Jello Biafra pronunció un discurso de apertura. En un intercambio cultural entre el ícono del punk rock / activista de la libertad de expresión y la comunidad de hackers, Jello estableció conexiones entre las dos comunidades, a pesar de su falta de experiencia en informática. La EFF también recaudó miles de dólares. La conferencia proporcionó un Ethernet de trabajo y un enlace T1 a Internet..

### H2K2
H2K2, del 12 al 14 de julio de 2002, tenía un tema centrado en el Departamento de Seguridad Nacional de EE. UU. . H2K2 incluyó dos pistas de oradores programados, con una tercera pista reservada para oradores programados y de última hora, una sala de cine, retroinformatica, actuaciones musicales, un discurso sobre el estado del mundo por Jello Biafra, conferencias de Aaron McGruder y Siva Vaidhyanathan y Discusiones sobre la DMCA y el DeCSS.  Freedom Downtime se estrenó el viernes por la noche (14 de julio). La conferencia brindó cobertura inalámbrica 802.11b y Ethernet por cable, un área de computadora abierta para acceso a un enlace de 24 horas a Internet a velocidades "T-1ish", disponible por el Proyecto DataHaven y una red interna

### La Quinta HOPE
La Quinta Esperanza, del 9 al 11 de julio de 2004, tuvo un tema sobre la propaganda y conmemoró los aniversarios de ambos, el H.O.P.E. conferencias y Off the Hook (con una transmisión en vivo del programa de la conferencia, Beyond H.O.P.E.). Los oradores principales fueron Kevin Mitnick, Steve Wozniak y Jello Biafra. También hubo una presentación de "miembros" de Phone Losers of America que celebraron su décimo aniversario. El colectivo de hackers Culto de la vaca muerta celebró su vigésimo aniversario en la conferencia. La conferencia brindó acceso a una red pública de cuatro capas con dos líneas T1, además de enlaces de respaldo a Internet a través de un terminal público, varias conexiones por cable, una red WiFi en tres pisos y una red de video.

### HOPE Número Seis

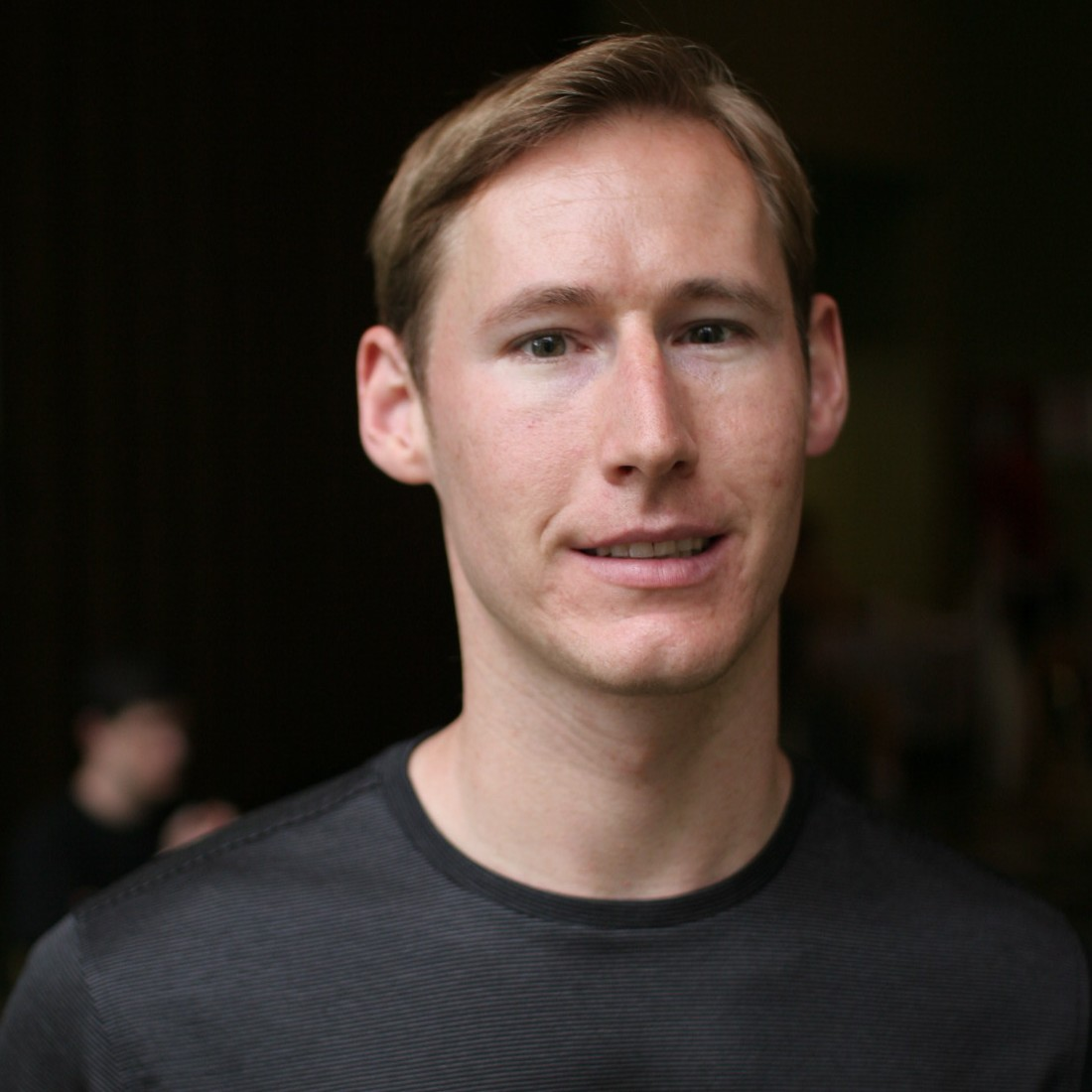
Fyodor (Insecure.Org) En un cuadro tomado por Jacob Appelbaum en HOPE Número 6.

HOPE Número Seis, del 21 al 23 de julio de 2006, incluyó charlas de Richard Stallman y Jello Biafra. 
Kevin Mitnick estaba programado para asistir a la conferencia, pero no pudo asistir: mientras estaba de vacaciones en Colombia, una enfermedad le impidió regresar a Estados Unidos.  Seis tuvo un Internet de 100 megabits conexión; Hope Número Seis tenía una conexión a Internet de 100 megabits; los organizadores de la conferencia afirmaron que era la conexión a Internet más rápida hasta la fecha en cualquier conferencia de hackers de EE. UU. El tema del evento se basó en el número seis y The Prisoner (una designación compartida por el "preso" titular). Ocurrencias notables:.
Ocurrencias notables:
- Se programó que Steve Rambam, un investigador privado al frente de Pallorium, Inc., un servicio de investigación en línea, dirigiera un panel de discusión titulado "La privacidad está muerta ... supéralo". Unos minutos antes del inicio del panel, Rambam fue arrestado por el FBI por cargos de que interfirió ilegalmente con un caso en curso. Fiscales federales presentaron una demanda contra exfiscal de distrito de Nueva York asistente de Brooklyn, acusado en enero de 2003 de un cargo de dinero -El blanqueo.[15][16] Los cargos finalmente se retiraron y la charla se celebró posteriormente en noviembre de 2006, mucho después de la conferencia.[17][18]
- Jello Biafra comenzó su charla refiriéndose al arresto de Steve Rambam, señalando que la convención había sido más "pesada" de lo habitual.[19]  Luego anunció un "mensaje especial" a "cualquier agente federal que pudiera estar en la audiencia", y amonestó la convención.

### La Última HOPE
La "Última HOPE" tuvo lugar del 18 al 20 de julio de 2008 en el Hotel Pensilvania. Un cambio en los últimos años fue el uso de un foro en Internet para facilitar la participación de la comunidad en la planificación del evento.
El nombre de la conferencia se refería a la expectativa de que este sería el último H.O.P.E. Conferencia debido a la demolición programada de su sede, el Hotel Pensilvania. La Fundación Save Hotel Pensilvania se creó para trabajar para evitar que el edificio fuera destruido por el entonces nuevo propietario, Vornado Realty Trust. La "próxima HOPE" estaba programada para el verano de 2010. En la ceremonia de clausura se reveló que el uso de la palabra "última" también podría referirse al evento anterior, o uno que había terminado (en referencia a la Última HOPE en sí). Vornado Realty Trust.
La "HOPE Próxima" estuvo planificada para Verano 2010. En la ceremonia de encierro  esté revelado que el uso de la palabra "dura" también podría referir al acontecimiento anterior, o uno aquello había acabado (refiriendo a La Última HOPE él).
Steven Levy dio el discurso de apertura. Kevin Mitnick, Steve Rambam, Jello Biafra, y Adam Savage de MythBusters era presentó hablantes.  fueron los oradores principales. Las descripciones y el audio de las charlas se pueden encontrar en thelasthope.org

### La Próxima HOPE
La 8.ª HOPE convención, "La Próxima HOPE", se llevó a cabo del 16 al 18 de julio de 2010. La Próxima HOPE se llevó a cabo en el Hotel Pensilvania, ya que los planes de Vornado para demoler el hotel están en suspenso.

### HOPE Número Nueve

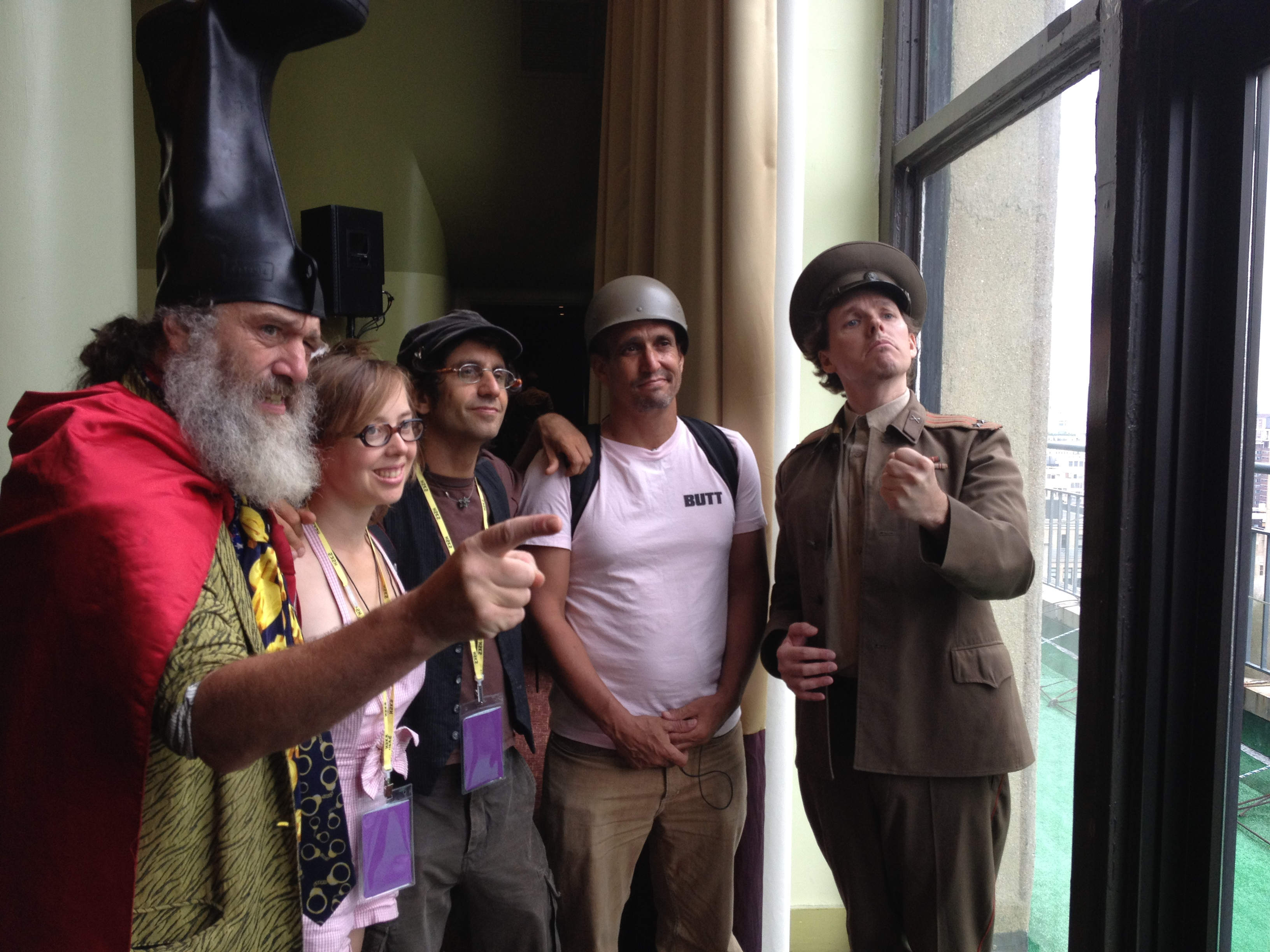
Vermin Supremo, El Sí Hombres y monochrom Johannes Grenzfurthner en HOPE 2012

HOPE Number Nine ocurrió del 13 al 15 de julio de 2012 en el Hotel Pensilvania en Manhattan.
Las presentaciones principales de HOPE Number Nine fueron ofrecidas por The Yes Men (con Andy Bichelbaum como orador principal y con Vermin Supreme) y el denunciante de la NSA William Binney. Chris Kubecka, , orador principal de una presentación sobre la censura en Internet recibió una carta de cese y desistimiento en un intento de censurar la presentación de Unisys y se le amenazó con la terminación de una presentación titulada "¡Internet es para la pornografía! Cómo los tacones altos y las mallas han impulsado la innovación de Internet y la seguridad de la información". Unisys exigió que toda la información relacionada con la presentación se eliminara de Internet, pero se produjo el efecto Streisand, con el intento de censura publicado en miles de sitios web. Por primera vez en la conferencia, un orador fantasma @JK47theweapon tuvo que entregar la mayor parte de la presentación debido a amenazas legales contra Kubecka. Antes de comenzar, el MC invitó a "cualquier miembro del bufete de abogados de Baker & McKenzie o asociado del mismo para hablar con la Electronic Frontier Foundation (EFF). Baker & McKenzie es el bufete de abogados de Unisys Netherlands que amenazó con despedir a su empleado por carta por dar una presentación sobre la censura en Internet.

### HOPE X

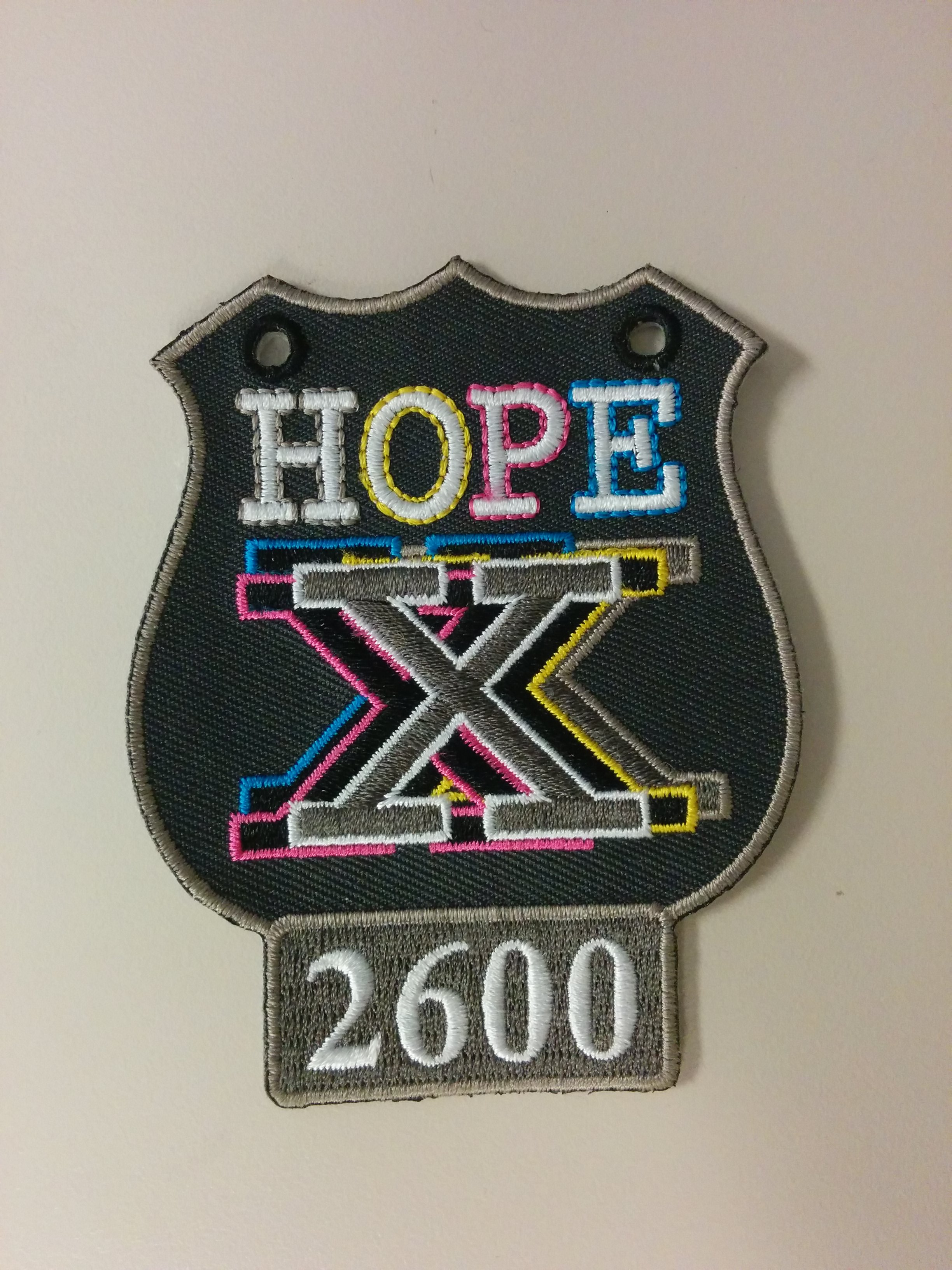
La placa utilizada en HOPE X. Sea un remiendo evocative de un escudo policial, con el 2600 logotipo prominente en el fondo.

HOPE X tuvo lugar del 18 al 20 de julio de 2014 en el Hotel Pensilvania. Los oradores principales fueron Daniel Ellsberg y Edward Snowden; También se destacó el exfuncionario de la NSA y el denunciante Thomas Drake. El tema de la conferencia fue "disentir", y el silbido fue un tema de un buen número de conversaciones. Pero la conferencia también incluyó charlas críticas sobre el estado de los piratas informáticos, por ejemplo, Johannes Grenzfurthner de Monochrom habló sobre los problemas del martirio de las estrellas de rock dentro de la escena hacker y la creación de figuras de culto hackers (como Snowden, Appelbaum o Assange) por parte de miembros irreflexivos. comunidad o los medios de comunicación..
Los cambios notables incluyeron un aumento masivo en el ancho de banda disponible. Las conferencias anteriores tenían una conexión de 50 Mbit; HOPE X tenía una conexión de fibra óptica de 10 Gbit provista por Hurricane Electric. Este aumento geométrico en el ancho de banda hizo posible la transmisión en vivo de todas las charlas de la conferencia en tiempo real. La nota clave de Ellsberg / Snowden se vio en más de 120 países. Este también fue el primer año en que todas las áreas de la conferencia estuvieron completamente conectadas a la red de la conferencia, aunque con el piso del Taller con conectividad ligeramente limitada (una conexión de 1 Gbit, en comparación con la red troncal de 10 Gbit de los otros espacios de la conferencia). Se proporcionaron cinco redes inalámbricas diferentes a los asistentes a la conferencia. Las hamacas en el entresuelo, que proporcionaban un lugar para que algunos asistentes pudieran dormir si no podían obtener un lugar para hacerlo, fueron reemplazadas por muebles inflables en un área dedicada al "Espacio de Chill". El espacio mezzanine también se dedicó explícitamente a reuniones de asistentes en forma de aldeas, como asambleas en los Congresos de Comunicación del Caos y aldeas en los campamentos de piratas informáticos, específicamente "Aldea Zona A" (principalmente un taller de soldadura y electrónica), "Aldea Zona B" Lockpickers Village ", y" Plaza ruidosa ". Las guías del taller se publicaron en el calendario y la conferencia ocupó casi todo el espacio disponible para reuniones del hotel.

### HOPE XI
HOPE XI (La Undécima HOPE) tuvo lugar del 22 al 24 de julio de 2016 en el Hotel Pensilvania. Cory Doctorow  fue el orador principal. Como la última vez, HOPE XI recibió tránsito de Internet por Hurricane Electric en 111 Eighth Avenue a través de una conexión de fibra arrendada a RCN Corporation Aruba Networks patrocinó 50 puntos de acceso inalámbrico que se utilizaron para proporcionar 3 redes inalámbricas para los asistentes, dos de los cuales estaban protegidos con WPA o PSK, otra red para el NOC y una para la prensa y los oradores.
La conectividad de la red se proporcionó completamente en todas las áreas, que se pusieron en uso durante la conferencia, ya que muchas charlas se llenaron al máximo y los asistentes pudieron ver transmisiones en sus propios dispositivos o en áreas designadas de desbordamiento y visualización.

### El Círculo de HOPE (HOPE 12)
La 12.ª conferencia HOPE, "The Circle of HOPE", tuvo lugar del 20 al 22 de julio de 2018. Los oradores incluyeron a Chelsea Manning, Barrett Brown, Richard Stallman, Jason Scott, Matt Blaze, Micah Lee y Steve Rambam, entre muchos otros.